# Jutland Dreams
Jutland Dreams er en dansk kortfilm fra 2006 med instruktion og manuskript af Clement Behrendt Kjersgaard.

## Handling
Denne artikel mangler et handlingsreferat. Hjælp os med at skrive det.

## Medvirkende
- Christian Gade - Salamanderen
- Mads Koudal - Thomas
- Kathrine Lyhne - Elisabeth
- Maria Lucia Heiberg Rosenberg - Anna